# Repausul duminical
Repausul duminical este o operă literară scrisă de Ion Luca Caragiale în 1909. 